# Lauren Cadden
Lauren Cadden (* 7. Juni 2000) ist eine irische Leichtathletin, die sich auf den Sprint spezialisiert hat. 2024 wurde sie Europameisterin in der Mixed-Staffel über 4-mal 400 Meter.

## Sportliche Laufbahn
Erste internationale Erfahrungen sammelte Lauren Cadden bei den World Athletics Relays 2024 in Nassau, bei denen sie in 3:30,95 min den siebten Platz in der Finalrunde über 4-mal 400 Meter belegte und damit dem irischen Team einen Startplatz bei den Olympischen Spielen in Paris sicherte. Im Juni verhalf sie der Staffel bei den Europameisterschaften in Rom zum Finaleinzug und trug somit zum Gewinn der Silbermedaille bei. Im Jahr darauf schied sie bei den Halleneuropameisterschaften in Apeldoorn mit 56,57 s in der ersten Runde im 400-Meter-Lauf aus und belegte mit der Staffel in 3:32,72 min den sechsten Platz.
2022 wurde Cadden irische Meisterin im 200-Meter-Lauf.

## Persönliche Bestzeiten
- 200 Meter: 24,10 s (+1,6 m/s), 1. Juni 2019 in Tullamore
  - 200 Meter (Halle): 23,97 s, 18. Februar 2023 in Dublin
- 400 Meter: 52,87 s, 1. Juni 2024 in Salamanca
  - 400 Meter (Halle): 54,03 s, 15. Februar 2025 in Birmingham